# Chin Eei Hui
Chin Eei Hui (* 18. Juni 1982 in George Town, Penang) ist eine malaysische Badmintonspielerin, die sich auf das Doppel spezialisiert hat.

## Karriere
Chin Eei Hui gewann 2008 die Denmark Super Series, 2006 die Commonwealth Games und 2005 die Südostasienspiele im Damendoppel. Bei den Olympischen Sommerspielen 2004 stand sie mit Wong Pei Tty im Achtelfinale.

## Erfolge im Damendoppel
| Jahr                                 | Wettkampf              | Ort             | Runde  |
| ------------------------------------ | ---------------------- | --------------- | ------ |
| 2001                                 |                        |                 |        |
| SEA Games                            | Kuala Lumpur, MAS      | Viertelfinalist |        |
| 2002                                 |                        |                 |        |
| Malaysia Satellite                   |                        | Halbfinalist    |        |
| Commonwealth Games                   | Manchester, ENG        | Halbfinalist    |        |
| 2003                                 |                        |                 |        |
| Dutch Open                           |                        | Viertelfinalist |        |
| SEA Games                            | Hanoi, Vietnam         | Halbfinalist    |        |
| 2004                                 |                        |                 |        |
| Badminton-Asienmeisterschaft         | Kuala Lumpur, MAS      | Halbfinalist    |        |
| Chinese Taipei Open                  |                        | Halbfinalist    |        |
| Djarum Indonesia Open                |                        | Viertelfinalist |        |
| Singapur Open                        | Singapur, SIN          | Viertelfinalist |        |
| 2005                                 |                        |                 |        |
| Denmark Open                         |                        | Viertelfinalist |        |
| Dutch Open                           |                        | Finalist        |        |
| Djarum Indonesia Open                |                        | Finalist        |        |
| Weltmeisterschaft                    | Anaheim, USA           | Viertelfinalist |        |
| Proton Malaysia Open                 |                        | Viertelfinalist |        |
| Singapur Open                        | Singapur, SIN          | Viertelfinalist |        |
| All England Open                     | Birmingham, ENG        | Viertelfinalist |        |
| SEA Games                            | Philippinen            | Sieger          |        |
| 2006                                 |                        |                 |        |
| Weltcup                              |                        | Halbfinalist    |        |
| China Open                           |                        | Viertelfinalist |        |
| Yonex Sunrise Hong Kong Open         | Hongkong, HKG          | Viertelfinalist |        |
| Weltmeisterschaft                    | Madrid, SPA            | Viertelfinalist |        |
| Korea Open                           |                        | Viertelfinalist |        |
| Singapur Open                        | Singapur, SIN          | Viertelfinalist |        |
| Badminton-Asienmeisterschaft         | Johor Bahru, MAS       | Viertelfinalist |        |
| Commonwealth Games                   | Melbourne, AUS         | Sieger          |        |
| Proton Malaysia Open                 | Kuching, MAS           | Viertelfinalist |        |
| Swiss Open                           |                        | Halbfinalist    |        |
| 2007                                 |                        |                 |        |
| Denmark Super Series                 | Odense, DEN            | Viertelfinalist |        |
| Yonex Chinese Taipei Grand Prix Gold | Taipeh, TWN            | Halbfinalist    |        |
| Weltmeisterschaft                    | Kuala Lumpur, MAS      | Viertelfinalist |        |
| Thailand Open Grand Prix Gold        | Bangkok, THA           | Viertelfinalist |        |
| Djarum Indonesia Super Series        | Jakarta, INA           | Viertelfinalist |        |
| All England Super Series 2007        | Birmingham, ENG        | Halbfinalist    |        |
| 2008                                 |                        |                 |        |
| Hong Kong Super Series               | Hongkong, HK           | Halbfinalist    |        |
| China Open Super Series              | Shanghai, CHN          | Finalist        |        |
| French Super Series                  | Paris, FRA             | Finalist        |        |
| Denmark Super Series                 | Odense, DEN            | Sieger          |        |
| Li Ning China Masters Super Series   | Chengdu, CHN           | Viertelfinalist |        |
| Yonex Open Japan Super Series        | Tokio, JPN             | Finalist        |        |
| Thailand Open Grand Prix Gold        | Bangkok, THA           | Finalist        |        |
| Djarum Indonesia Super Series        | Jakarta, INA           | Viertelfinalist |        |
| Yonex Korea Super Series             | Seoul, KOR             | Viertelfinalist |        |
| 2009                                 | Indonesia Super Series | Jakarta, INA    | Sieger |